# Batawowie

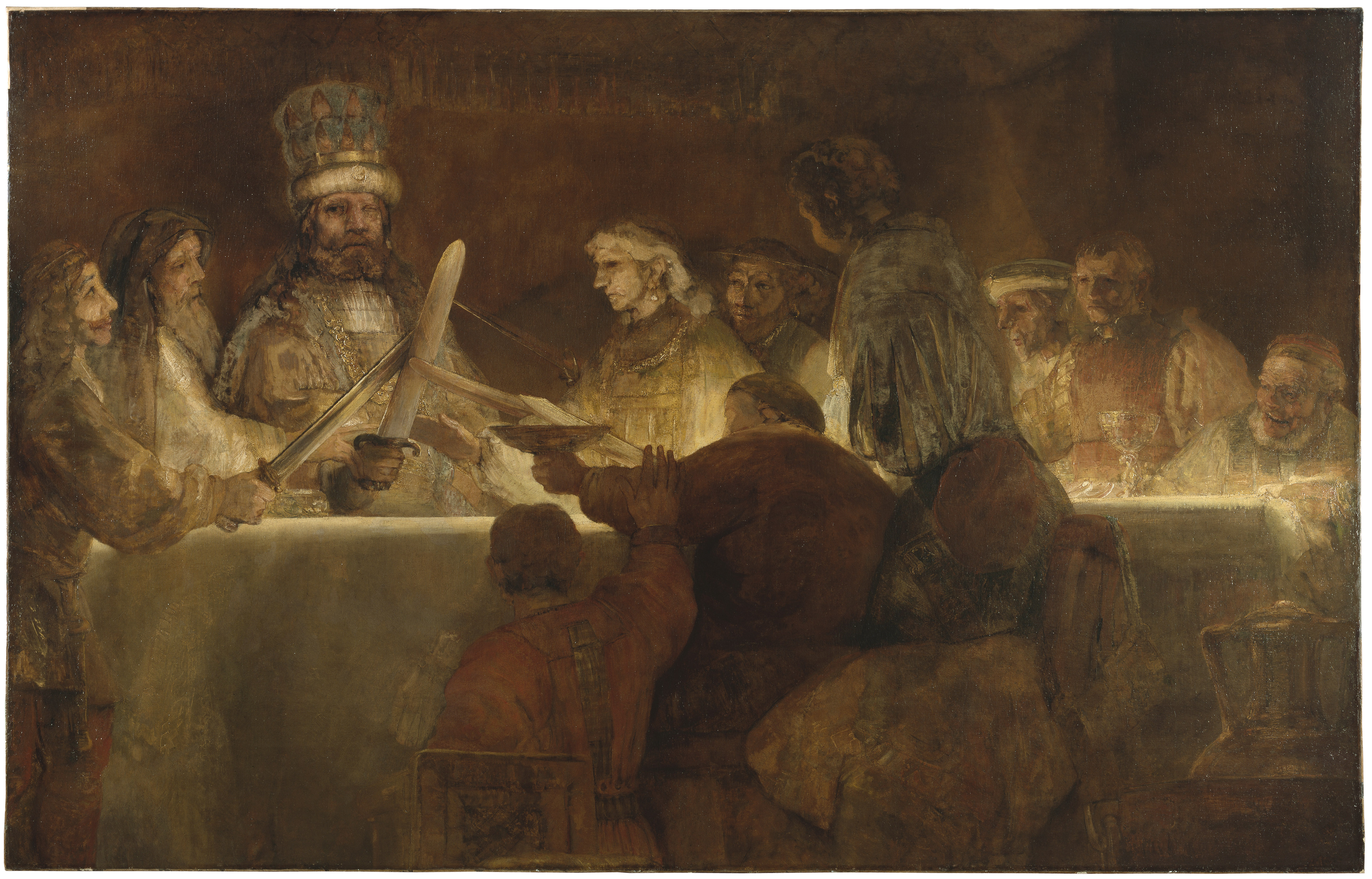
Sprzysiężenie Claudiusa Civilisa
(Rembrandt, 1661)

Batawowie (łac. Batavi) — lud germański, wywodzący się spośród plemienia Chattów (zamieszkującego tereny współczesnej Hesji), po raz pierwszy wzmiankowany przez Cezara w Wojnie galijskiej. Na skutek wewnętrznych tarć mieli opuścić swe pierwotne siedziby i osiedlić się u ujścia Renu, przede wszystkim na tzw. wyspie batawskiej pomiędzy rzekami Oude Rijn i Waal/Moza (zapewne 55–12 r. p.n.e.). Od 12 r. p.n.e. teren Batawów odgrywał ważną rolę przy organizacji wypraw rzymskich w głąb Germanii.
Batawowie byli szczególnie cenieni jako żołnierze, w zamian za dostarczanie żołnierza zostali zwolnieni z obowiązku płacenia podatku. Wchodzili w skład gwardii cesarskiej. Wobec kryzysu Cesarstwa (tzw. rok czterech cesarzy) Batawowie podnieśli bunt pod wodzą Juliusza Cywilisa (69/70 r. n.e.). Pokonani Batawowie zostali potraktowani stosunkowo łagodnie, ale od tej pory Rzymianie nie dopuszczali do stacjonowania oddziałów pomocniczych w ich rodzinnym kraju. W IV w. n.e. tereny Batawów zajęli Frankowie. Imię Batawów przetrwało do dziś w nazwie krainy Betuwe między rzekami Waal a Leck.